# Amara colvillensis
Amara colvillensis är en skalbaggsart som beskrevs av Carl Hildebrand Lindroth. Amara colvillensis ingår i släktet Amara och familjen jordlöpare. Inga underarter finns listade i Catalogue of Life.